# آشنایی با صنعت چاپ
آشنایی با صنعت چاپ کتابی از اسماعیل دمیرچی است که در سال ۱۳۸۱ منتشر و در مراسم کتاب سال جمهوری اسلامی ایران به‌عنوان کتاب برگزیده معرفی شد.